# Львів (станція)
Львів (Львів-Головний) — головна позакласна залізнична станція Львівської залізниці. Розташована у середмісті Львова. На станції вісім  парків: пасажирський парк —  Головний та Приміський вокзали (раніше функціонував також Чернівецький вокзал) та шість сортувальних парків, де здійснюється приймання, розформування, накопичення, сортування та формування вантажних поїздів.

## Історія
4 листопада 1861 року на залізничний вокзал Львова прибув перший пасажирський поїзд «Ярослав». Саме в цей день відбулося відкриття регулярного пасажирського сполучення між Віднем та Львовом. 
Поїзд «Ярослав» складався з двох вагонів та чотирьох «візків» й розвивав швидкість до 30 км/год. Це було перше регулярне пасажирське сполучення, яке означало включення цих територій до європейської мережі залізниці, що відкривало широкі можливості для реалізації на Галичині промислових, індустріальних, культурно-мистецьких та військових проєктів.

Старовинні світлини
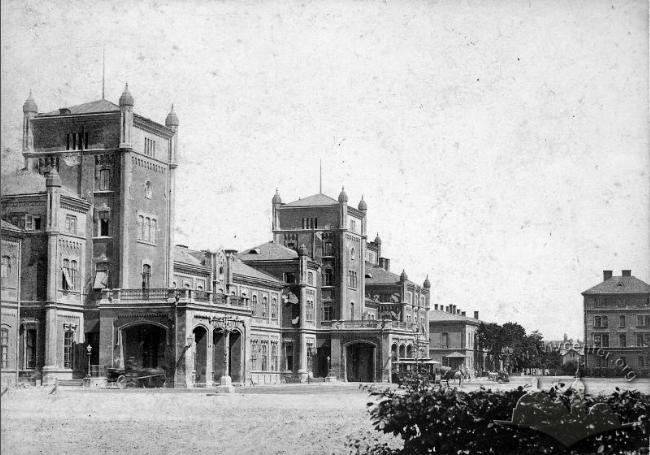
Залізничний вокзал (1861)
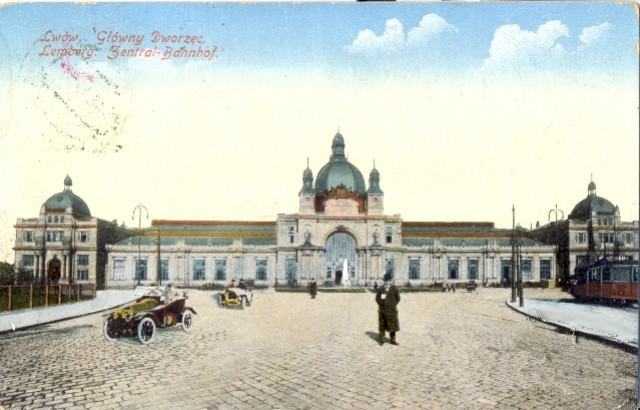
Двірцева площа (1915)
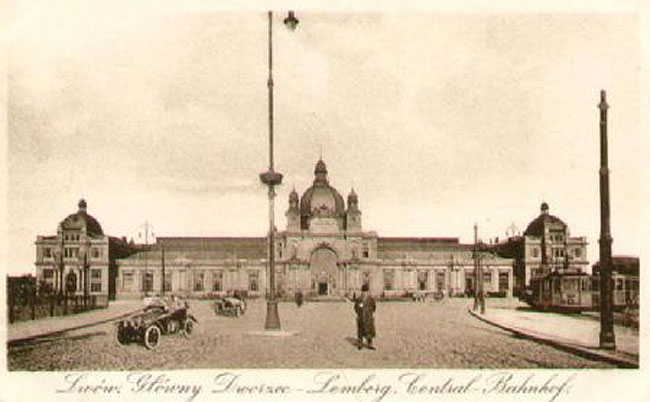
Головний вокзал Львова (1916)

Відтоді рух на залізниці не припинявся ні під час воєн, ні у роки буремних революційних подій, а мережа залізниць розширювалася і розвивалася. Тоді ж урочисто відкрито львівський вокзал приватного акційного товариства Галицької залізниці імені Карла Людвіга.
У 1861 році споруджений перший залізничний вокзал у Львові за проєктом Людвіка Вежбицького. У приміщенні  залізничного вокзалу були облаштовані зали чекання для пасажирів, ресторан, кав'ярня, контори технічних служб, квиткові каси та поліцейський відділок. Поруч з вокзалом розташовувався залізничний поштамт, вагонне депо й залізничні майстерні (нині — Львівський локомотиворемонтний завод). Наприкінці ХІХ століття перший залізничний вокзал Львова не відповідав пасажиропотоку, тож у 1899 році було затверджено проєкт Владислава Садловського з будівництва нового залізничного вокзалу із критим дебаркадером. Будівництво нового вокзалу тривало впродовж 1902—1904 років, будівельні роботи виконувала фірма Івана Левинського, Альфреда Захаревича та Юзефа Сосновського. Будівлю вокзалу було прикрашено скульптурами Антона Попеля та Петра Війтовича.
|  | Що стосується головного будинку, то це — одна з найкращих споруд в Європі. Довжина його — 70 сажнів, а ширина — 10 сажнів). В майбутньому він служитиме відправним пунктом для чотирьох залізниць: зі Львова до Кракова, Чернівців, Бродів і до Томашова, яких загальна довжина становитиме 110 миль, — писали журналісти. |

Перший вокзал на території сучасної України — це Головний залізничний вокзал станції Львів, який також має назви — Львів-Головний, а на львівській ґварі — Двірець.
26 березня 1904 року було завершене будівництво та введена в експлуатацію нова будівля вокзалу. Комплекс головного львівського вокзалу — є прикладом монументальної архітектурної споруди, проєктованої на зламі ХІХ—ХХ століть. При спорудженні двірця були використані найкращі досягнення початку ХХ століття — електричне освітлення і вентиляцію, центральне опалення, перші в Україні електричні ліфти.
Головний вхід та дебаркадер — дах над перонами, виконані за проєктом інженера Є. Зеленевського. Фронтон будівлі прикрашали скульптури А. Попеля та П. Війтовича: жінка символізувала залізницю і торгівлю, а чоловік на леві — промисловість і місто Львів. Дебаркадер львівського вокзалу виготовила і змонтувала фірма «Зєленєвські-Фітцнер_Гампер» з Кракова. Відомий міст Юзефа  Пілсудського у Кракові — це теж їх витвір, а Конрад Гампер дотичний до історії Краматорська, бо Краматорське Металургійне Товариство (КМТ) — це його витвір, якби не цей завод, то Краматорськ так й залишився би сельцем Бєлянським.
Головний залізничний вокзал зазнав руйнувань під час Першої світової війни. 20 червня 1915 року вокзал було підпалено російськими військами в ході відступу зі Львова та під час українсько-польської війни у 1918—1919 роках. Відновлення вокзалу відбувалося під керівництвом Генрика Заремби й тривало до 1930 року. 
У 1930-х роках поїздами користувалися чимало українців, і галичан зокрема. Поїзди поділялися за класами: 1-й клас — для найзаможніших верств населення. У таких вагонах дійсно було комфортно — чисті, прибрані місця, навіть перину особисту видавали. 2-й клас був дещо скромнішим, але бильця все ж були оббиті тканиною, а ось 3-м класом, найдешевшим, подорожували найбідніші львів'яни. В таких вагонах сидіння були дерев'яними і твердими.
Особливість тогочасної залізниці — квитки продавали не на конкретний поїзд, а на його маршрут. Поїзди не нумерувалися, а єдині позначки, що були на вагонах, позначали їхній клас. Тож якщо хто-небудь купував квиток на дальній маршрут, то міг сісти у будь-який поїзд у відповідному напрямку протягом доби (звичайно, у той клас, за який заплатив). Найдешевші квитки, у 3-му класі, коштували приблизно 20 злотих; 2-й клас — вже 30 злотих, а квиток у 1-й клас — 50 злотих.
У вагон з собою можна було пронести багаж до 25 кг; якщо ж валіз було більше, то їх за додаткову плату здавали у багажне відділення. Діти до десяти років могли їхати у поїзді безкоштовно, а ось старші — вже за половину вартості. Школярі також мали знижку — вони оплачували дві третини вартості квитка, ветерани війни — всього 20 %. Такі ціни зовсім не були низькими: аби потрапити до Варшави зі Львова вагоном другого класу, кваліфікованому робітнику потрібно було відпрацювати 60 годин, вчителю або лікареві потрібно було б віддати зарплатню за 2-3 робочі дні, і лише професорам, суддям чи високопосадовцям поїздка могла обійтися всього одним днем роботи. Селяни, які часто наймалися на роботу з заробітком 1 злотий на день, не могли собі дозволити подорожі. 
З 1936 року до Львова почали курсувати наднові на ті часи поїзди — «Люкс-торпеди», якими була можливість за високу ціну відносно швидко (80-85 км/год.) дістатися Коломиї, Заліщиків, Станіслава, Чорткова та Тернополя. Розклад поїздів намагалися скласти таким чином, щоб вони прибували водночас з варшавськими поїздами.
Вдруге будівлю головного вокзалу було пошкоджено під час бомбардування Львова 1 вересня 1939 року, у перший день початку Другої світової війни. Після того, як Львів потрапив під радянську владу, вокзал був частково відновлений, проте у 1941—1944 роках знову зазнав руйнувань: 24-25 червня 1941 року німецька авіація активно бомбувала станцію Львів, локомотивне та вагонне депо.
Наприкінці липня 1944 року оперативна група керівництва Львівської залізниці під керівництвом головного інженера О. Григор'єва виїхала до Львова для того, щоб оцінити масштаби руйнувань залізничного вузла і сформувати план його відновлення. 26 липня 1944 року залізничники прибули в містечко Винники біля Львова та же на наступний день, коли німецькі війська покинули місто, залізничники розпочали обстеження залізничної інфраструктури. Обидва локомотивні депо та ремонтні майстерні були зруйновані, значних пошкоджень зазнав головний вокзал — його підземні переходи були завалені, а ферми дебаркадера сильно пошкоджені.
До першочергових робіт щодо відновлення залізничної інфраструктури Львова було залучено мешканців міста. 4 серпня 1944 року до Львова прибув перший поїзд, який був прийнятий на станцію Підзамче. План відновлення Львівського залізничного вузла був розроблений інженерами І. Г. Огоєвим та Б. М. Мішиним, реалізація якого дозволила наприкінці 1944 року приймати й відправляти зі Львова 72 пари поїздів. Загалом відновлення залізничної інфраструктури Львова розтягнулося на роки — хоча відповідно до офіційних документів відновлення мало завершитися у 1948 році. Проте головний вокзал Львова частково відновив роботу вже у 1946 році. На вокзалі вже тоді діяли каси, зал чекання, кімнати для матерів з дітьми, камери схову. Загалом відновлювальні роботи на головному вокзалі Львова тривали до 1957 року.
У 1961 році між Львовом і Ковелем був запущений перший і єдиний на той час в Україні пасажирський поїзд з двоповерховими вагонами, що були розроблені спеціально для СРСР у 1959 році та виготовлялися у Німецькій Демократичній Республіці на вагонобудівному заводі «Аммендорф» в Герліці. Ці вагони були передані тодішньому Радянському Союзу в якості репарації та компенсації за нанесену державі руйнування під час війни. Двоповерховий поїзд на маршруті Львів — Ковель курсував протягом 15 років. З часом, через технічний знос та зміни в потребах пасажирських перевезень, він був знятий з експлуатації.
Технічною особливістю є те, що Львів з 1966 року є станцією стикування, оскільки була електрифікована в складі дільниці Львів — Стрий постійним струмом (=3 кВ) у 1962 році, а 1966 року електрифікована дільниця Львів — Красне змінним струмом (~25 кВ). Відтоді тут завжди (окрім двосистемних поїздів HRCS2 та ЕКр1 «Тарпан» категорії «Інтерсіті+») відбувається зміна електровозів — при прямуванні на Мостиська, Перемишль, Ужгород зі змінного на постійний струм, у напрямку Здолбунова, Києва, Тернополя — навпаки. Поїзди, що прямують у напрямку Івано-Франківська, Сокаля, Луцька, обслуговуються тепловозами та дизель-поїздами.
У 2003 році, до 100-річного ювілею, головний вокзал Львова було відреставровано. На вокзалі станції облаштовано 5 пасажирських перонів, 8 колій. Вихід до перонів забезпечують три підземні переходи, а до першого перону, крім них, ще два зовнішні виходи. Над усіма перонами вокзалу — оновлений металево-скляний дебаркадер завдожки  159 м та завширшки — 69 м. У березні 2003 року, з лівого боку від головного входу вокзала встановлена скульптурна композиція Пальма Мерцалова, яку подарувало Львову місто Донецьк. Незвична ця пальма тим, що вона викувана зі сталевої залізничної рейки. Назва ж пальми походить від прізвища майстра-коваля, який викував з металу такий шедевр. Львівська пальма є третьою копією премійованої пальми Мерцалова.

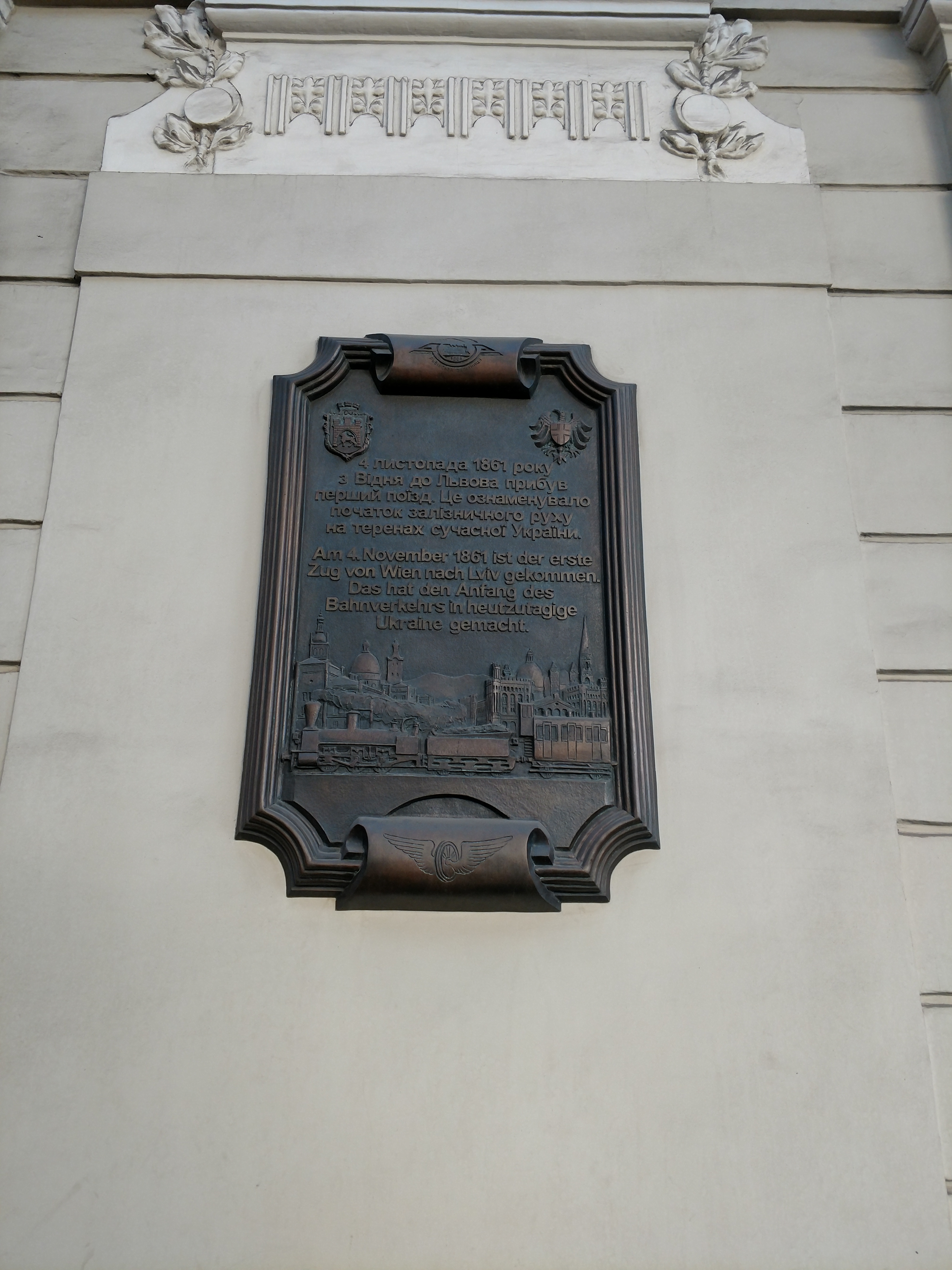
Меморіальна дошка
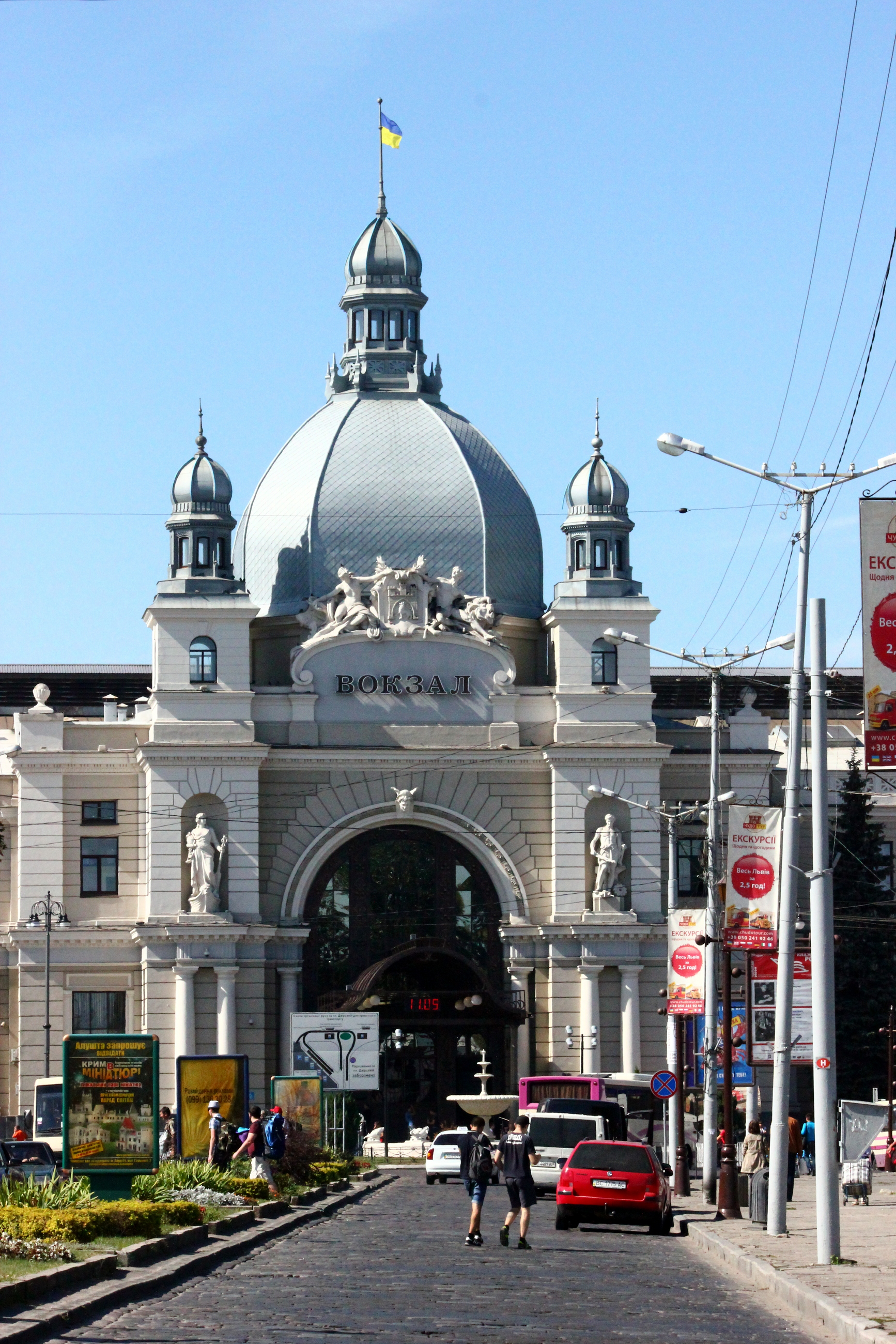
Краєвид з вулиці Чернівецької
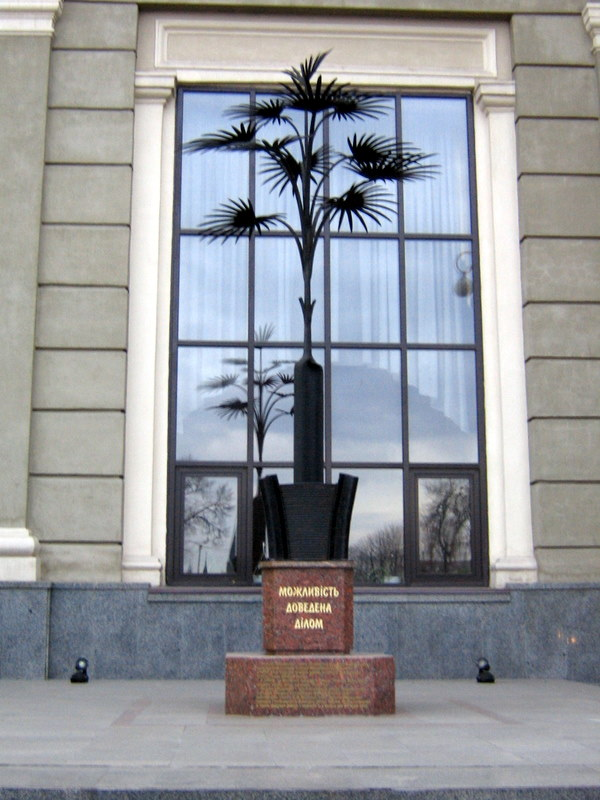
Пальма Мерцалова
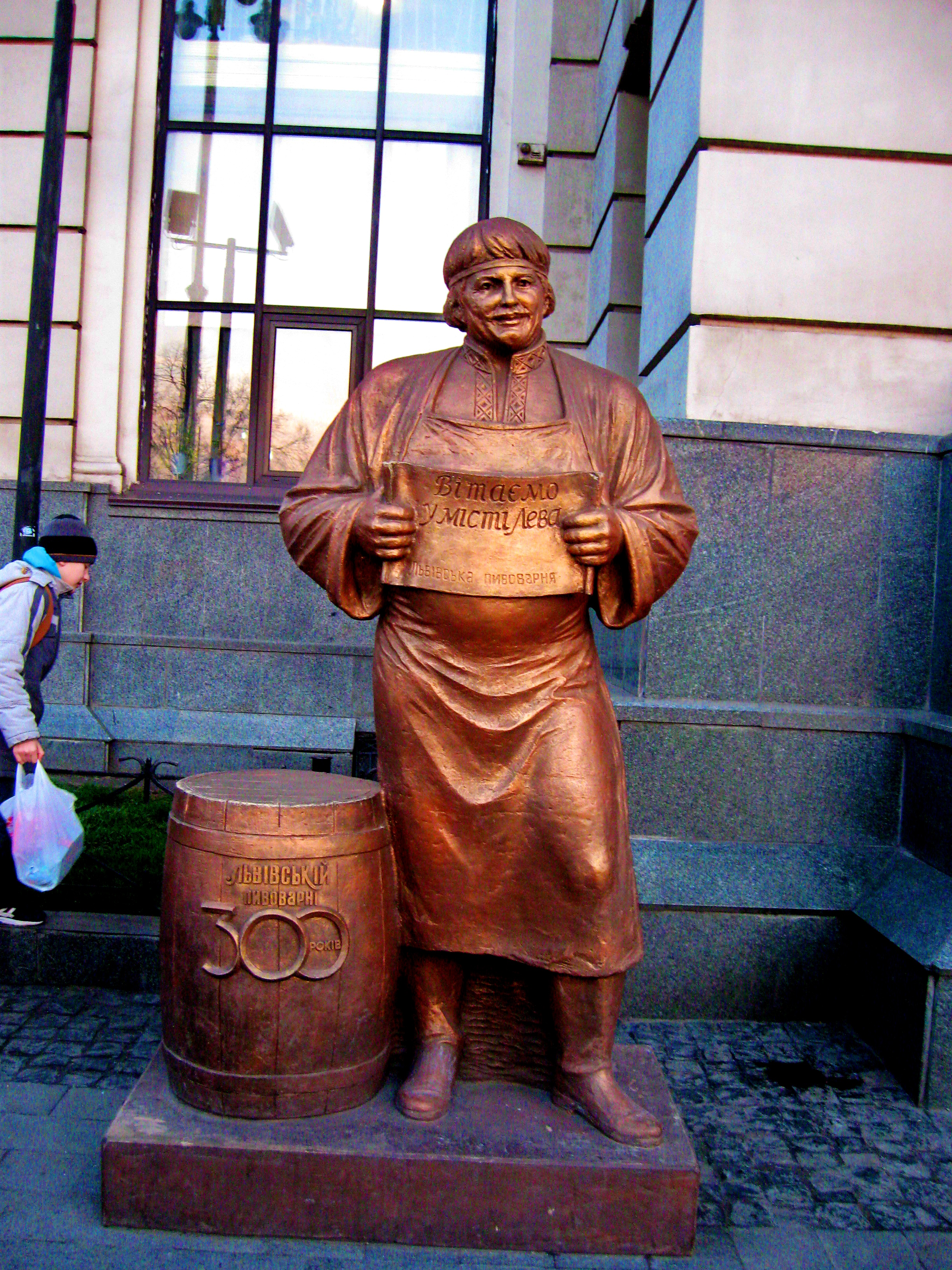
«Вітаємо у Львові»

У 2018 році вокзал станції Львів увійшов у Топ-10 найзавантаженіших вокзалів України, який обслужив 8,3 млн пасажирів у далекому сполученні (з них посадка —  4,1 млн пас./висадка —  4,1 млн пас.).

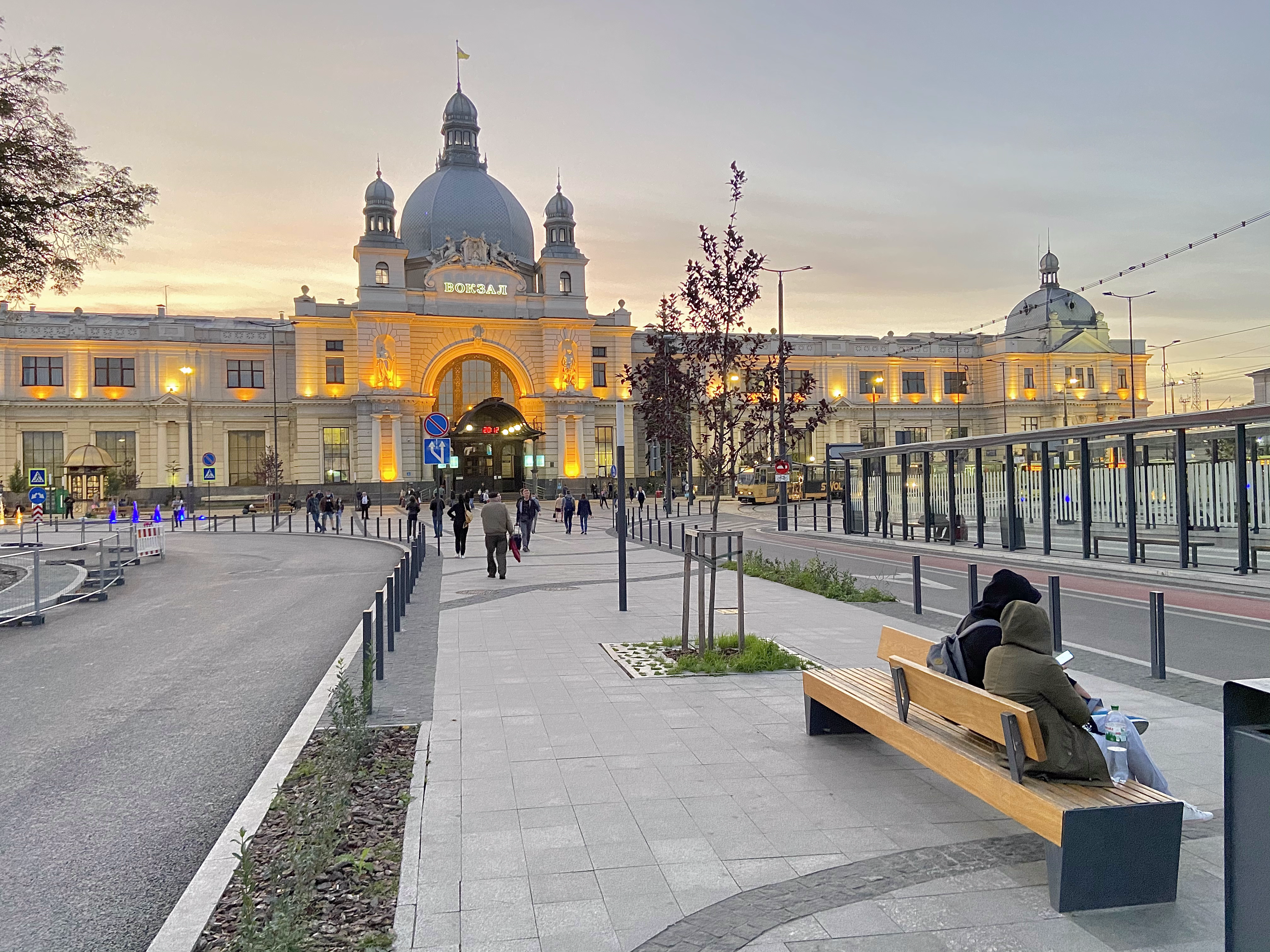
Двірцева площа після реконструкції

У 2019—2020 роках проведена капітальна реконструкція Двірцевої площі та вулиці Чернівецької, в ході якої площа та вулиця отримали модерний дизайн та втратили історичне бруковане покриття.
2 квітня 2024 року, ліворуч від будівлі залізничного вокзалу Львова, введений в експлуатацію автоматизований цілодобовий паркінг, який має спеціальне зонування й передбачений для розміщення легкових автомобілів, мікроавтобусів та великогабаритних пасажирських автобусів. На паркінгу передбачені місця для осіб з обмеженими можливостями. Паркінг переоблаштовано в рамках комплексної системної трансформації Двірцевої площі, реорганізовано простір, додано озеленення, встановлено нову навігацію, паркомати, нанесена розмітка. Оплата паркування можлива як через паркомати карткою, так і готівкою.

## Інфраструктура
В приміщенні вокзалу розташовані зал з продажу проїзних документів, 6 залів чекання різної комфортабельності, VIP-зал, зал офіційних делегацій, бари, ресторан, перукарня, газетні та аптечні кіоски, кімнати відпочинку.
Станція налічує 5 перонів, 8 колій (по одній колії біля першого та п'ятого перонів та по дві біля другого, третього, четвертого перонів). Вихід до перонів забезпечують три підземні переходи, а до першого перону, крім них, ще два зовнішні виходи. Над усіма перонами вокзалу облаштований металево-скляний дебаркадер.
Аркові перекриття перонного дебаркадеру утворюють клепані зі сталі ферми великого радіусу, які заповнені броньованим склом. Загальна довжина конструкції — 159 м, завширшки — 69 м. Металеві елементи каркаса виготовлені на комбінаті «Вітковіце» в Остраві (Чехія).
Біля вокзалу, на Двірцевій площі, розташовані кінцеві зупинки трамвайних маршрутів № 1, 4, 6, 9 та автобусних маршрутів № 10, 16, 29, 31, 32.

## Пасажирське сполучення
Вокзал станції Львів здійснює приміське, внутрішнєдержавне та міжнародне пасажирське сполучення, видачу та прийом вантажів, продаж проїзних документів.
Приміське сполучення:
Станція здійснює формування усіх приміських та регіональних електро- та дизель-поїздів, що забезпечують пряме сполучення з Ужгородом, Рівним, Луцьком, Тернополем, Стриєм, Самбором, Сокалем, Трускавцем, Моршином та іншими містами.

Перони вокзалу станції Львів
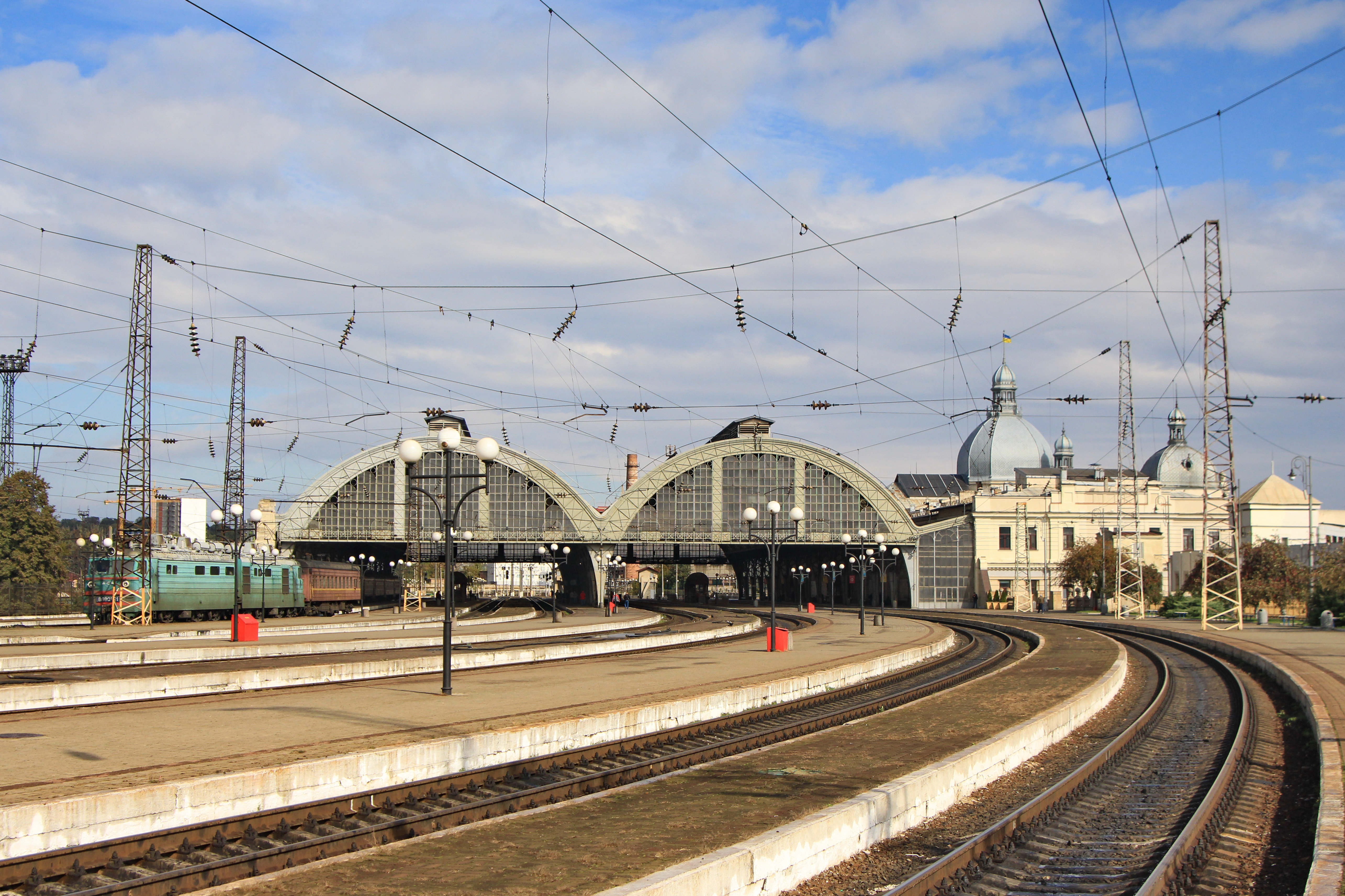
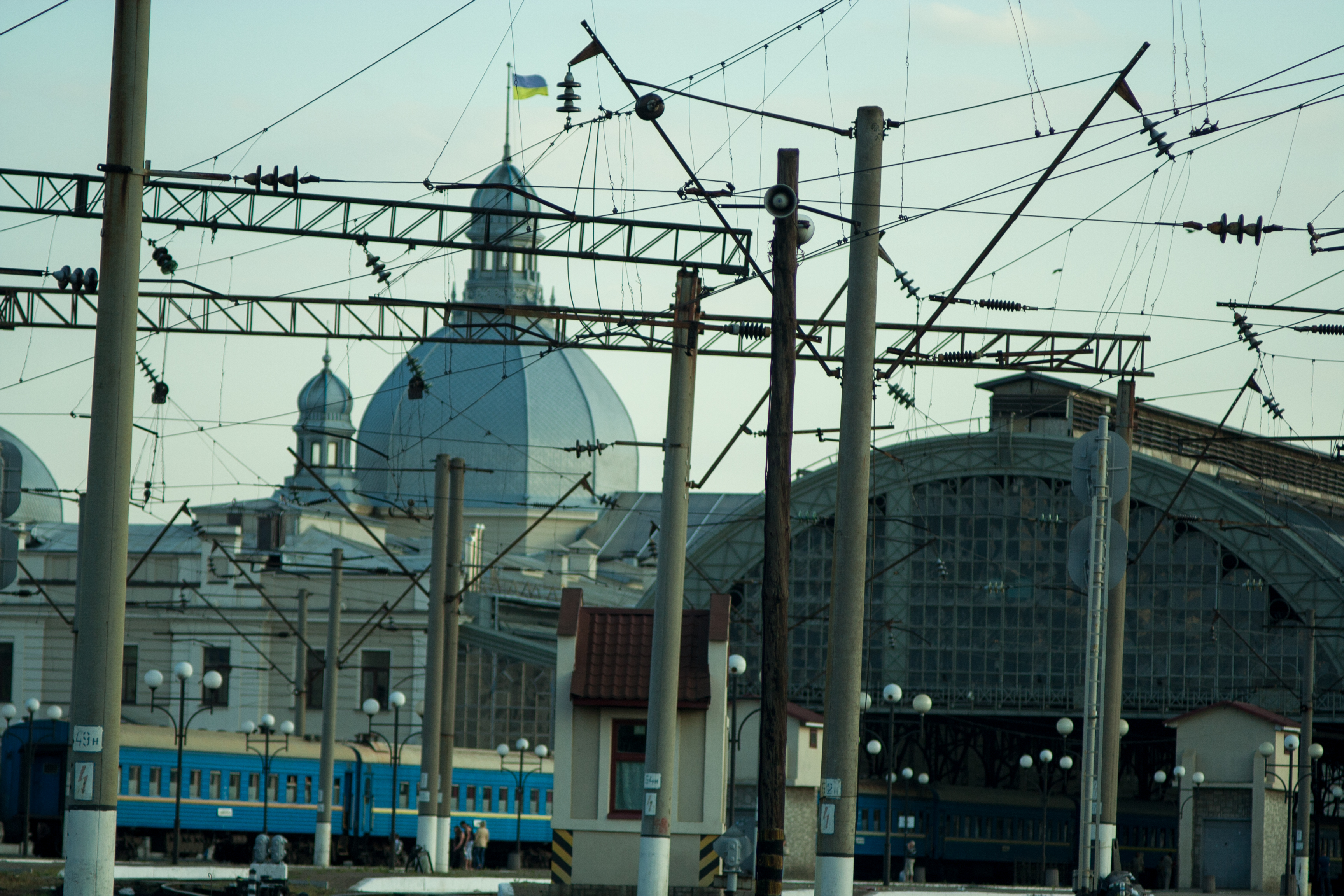
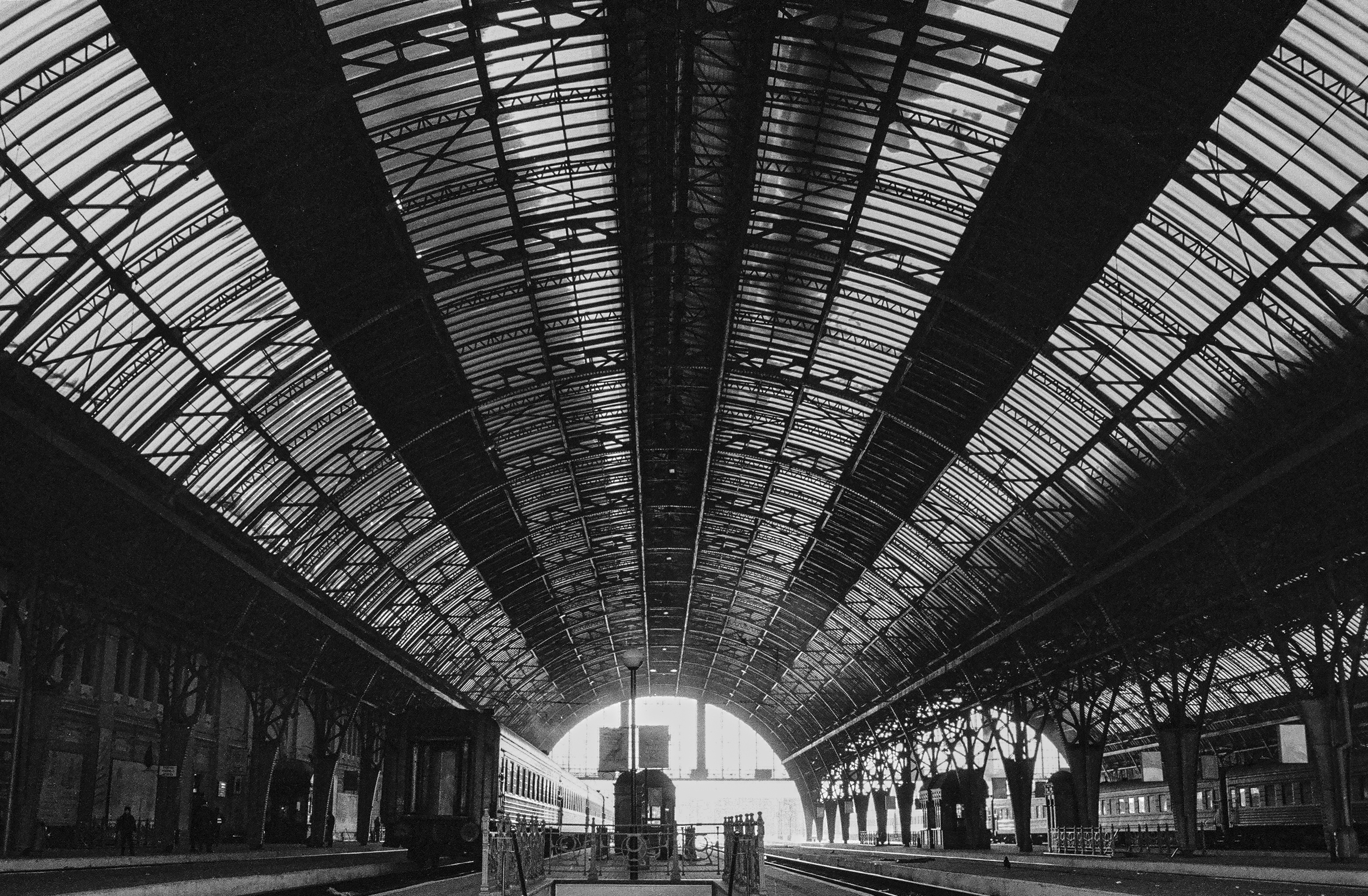
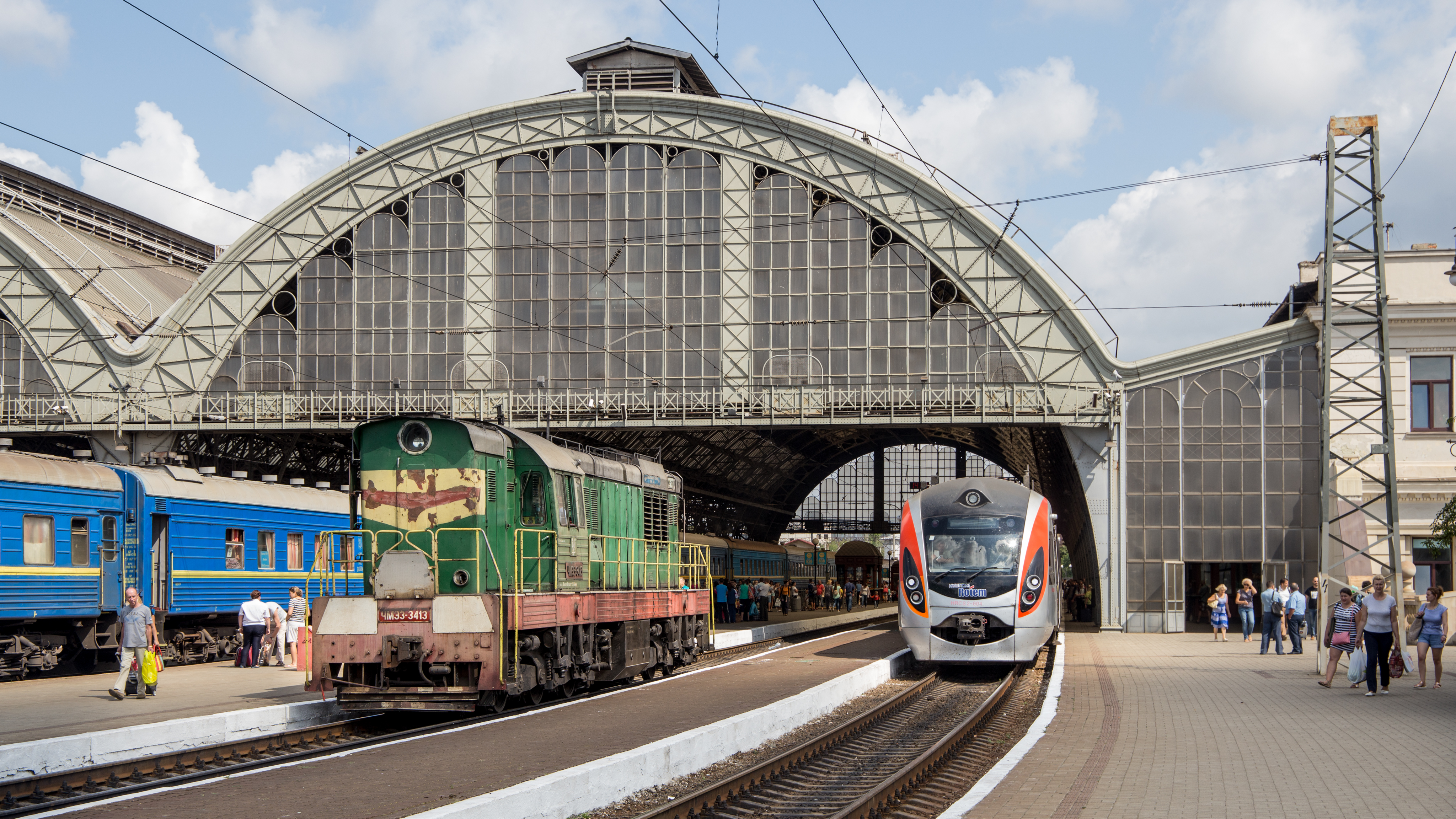
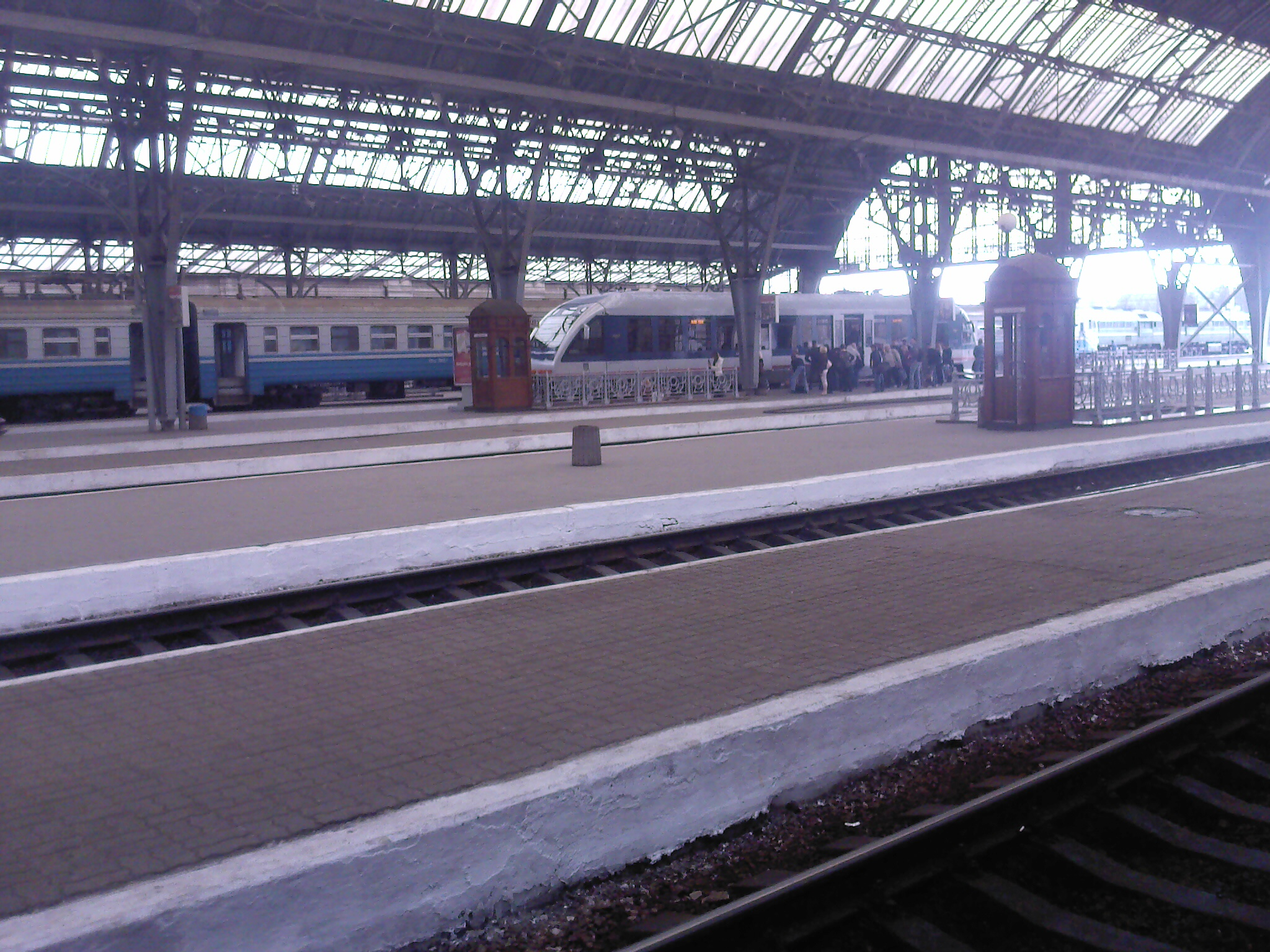

Далеке сполучення:
Львів є станцією формування чимало пасажирських поїздів далекого сполучення, а для окремих пасажирських поїздів є транзитною. Через станцію прямують швидкісні поїзди категорії «Інтерсіті+» Львів — Дарниця, Київ — Перемишль, «Львів» Львів — Київ тощо, а також прискорені швидкі поїзди категорії нічний експрес: «Сковорода-Експрес» сполученням Харків — Ужгород та «Владислав Зубенко» сполученням Харків — Рахів, які весь маршрут руху долають впродовж однієї ночі.
Станція Львів має пряме сполучення з усіма областями України, переважно поїздами категорії «нічний швидкий».
З 20 грудня 2018 року призначений поїзд № 90/89 сполученням Львів — Перемишль. Впродовж року призначаються додаткові рейси у дні підвищеного пасажиропотоку.
10 жовтня 2022 року Укрзалізниця призначила повторний дебют регіонального поїзду «Дністровський експрес» № 802/801 сполученням  Львів — Чернівці, який фактично повторює історичний маршрут славетної «Люкс-торпеди» у 1930-х роках, та пролягає через станції Золочів, Тернопіль, Чортків, Заліщики. «Дністровський експрес» мав вирушити у перший рейс ще наприкінці лютого 2022 року, проте з початку російського вторгнення в Україну інші вагони вже були задіяні в евакуації українців, тож відкриття нового маршруту довелося тимчасово відкласти.
Екскурсійні поїзди:
На новорічні та інші свята курсує старовинний паровоз Львів — Брюховичі та у зворотному напрямку. Квитки є можливість придбати у приміських касах.

## Послуга доставки ручної поклажі

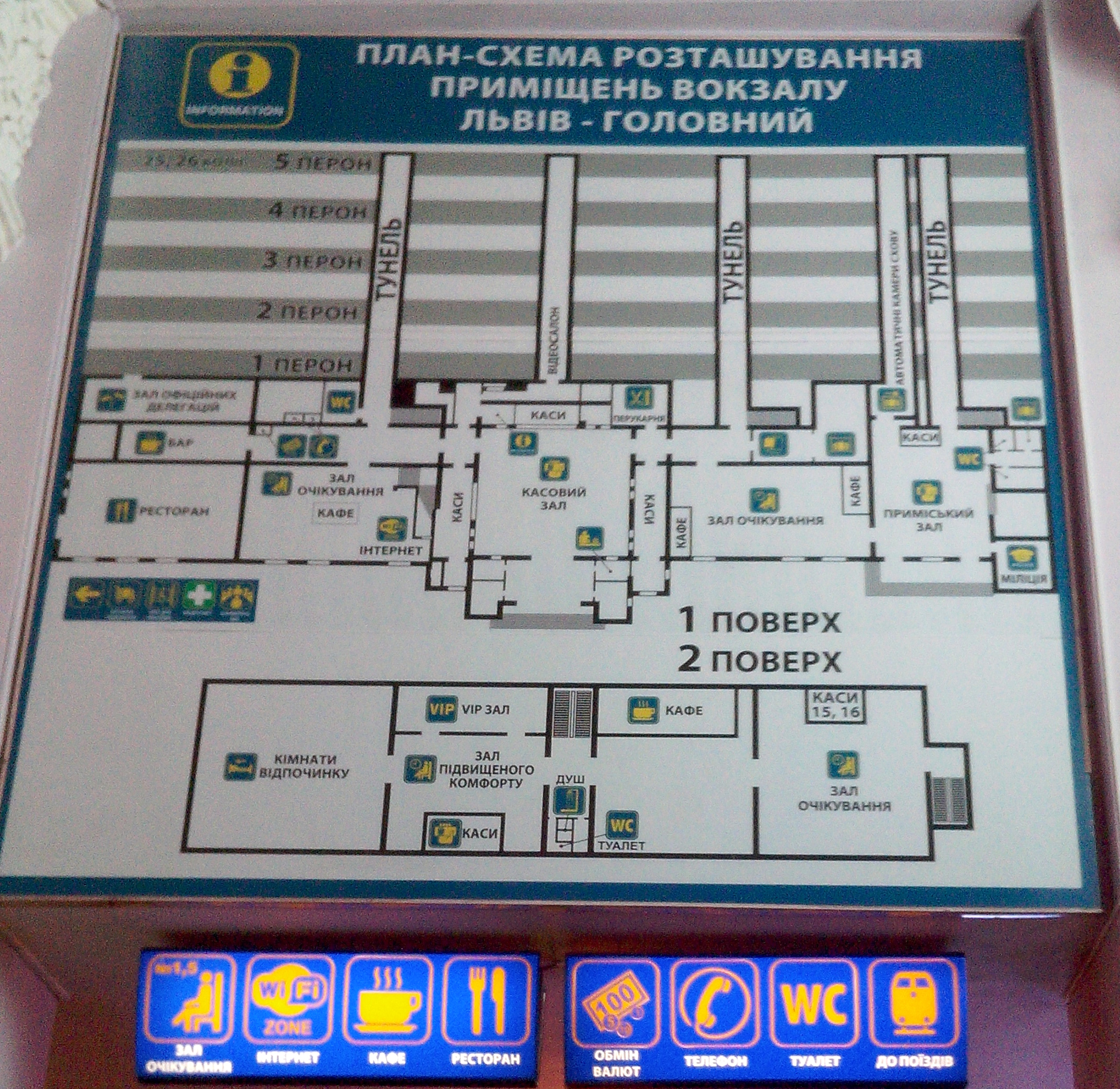
План-схема розташування приміщень вокзалу Львів-Головний

З 3 лютого 2020 року «Укрзалізницею» запроваджена у пілотному режимі нова послуга для пасажирів — доставка ручної поклажі до/з поїзда на станції Львів. Зокрема, пасажирам пропонується доставка ручної поклажі з вокзалу до вокзалу або адресна — від дверей до дверей. Замовлення адресної доставки передбачає, що кур'єр сам забере поклажу та доставить за кінцевою адресою. Послуга надається за бажанням пасажира, який має проїзний документ і здійснює поїздку від станції початкового відправлення до кінцевої станції прибуття поїзда. До перевезення приймається ручна поклажа пасажира вагою до 36 кг включно.

## Галерея

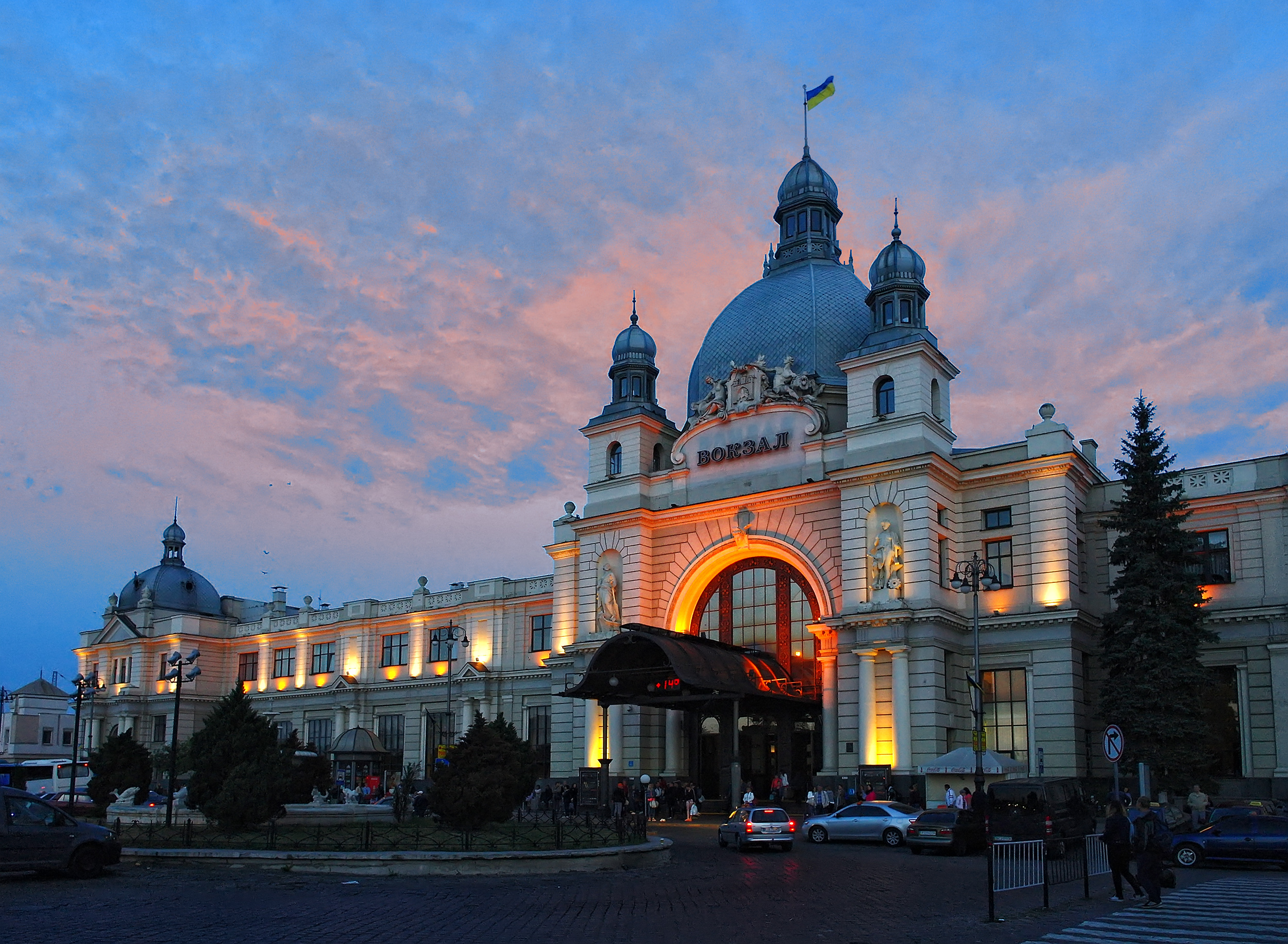
Залізничний вокзал
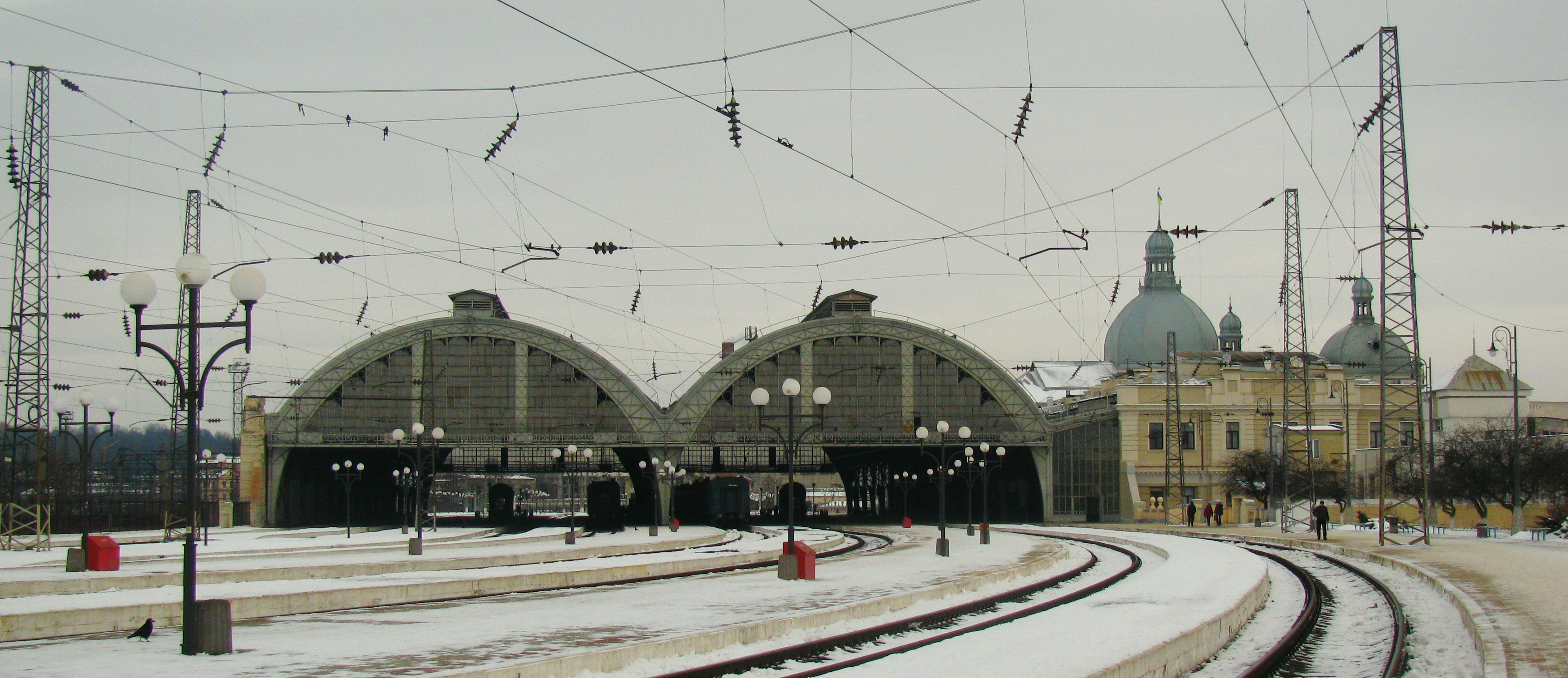
Перони вокзалу
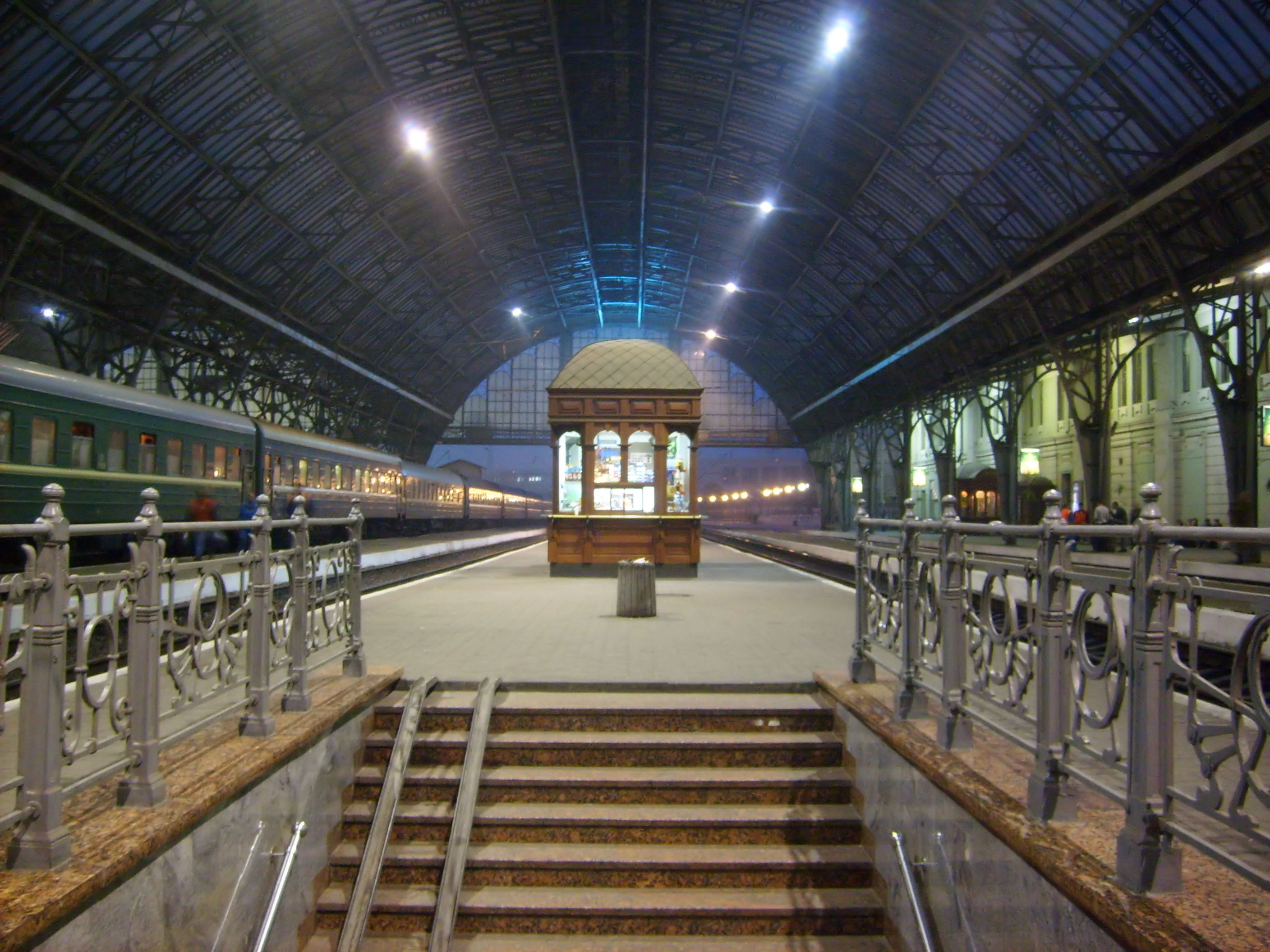
Один з перонів вокзалу
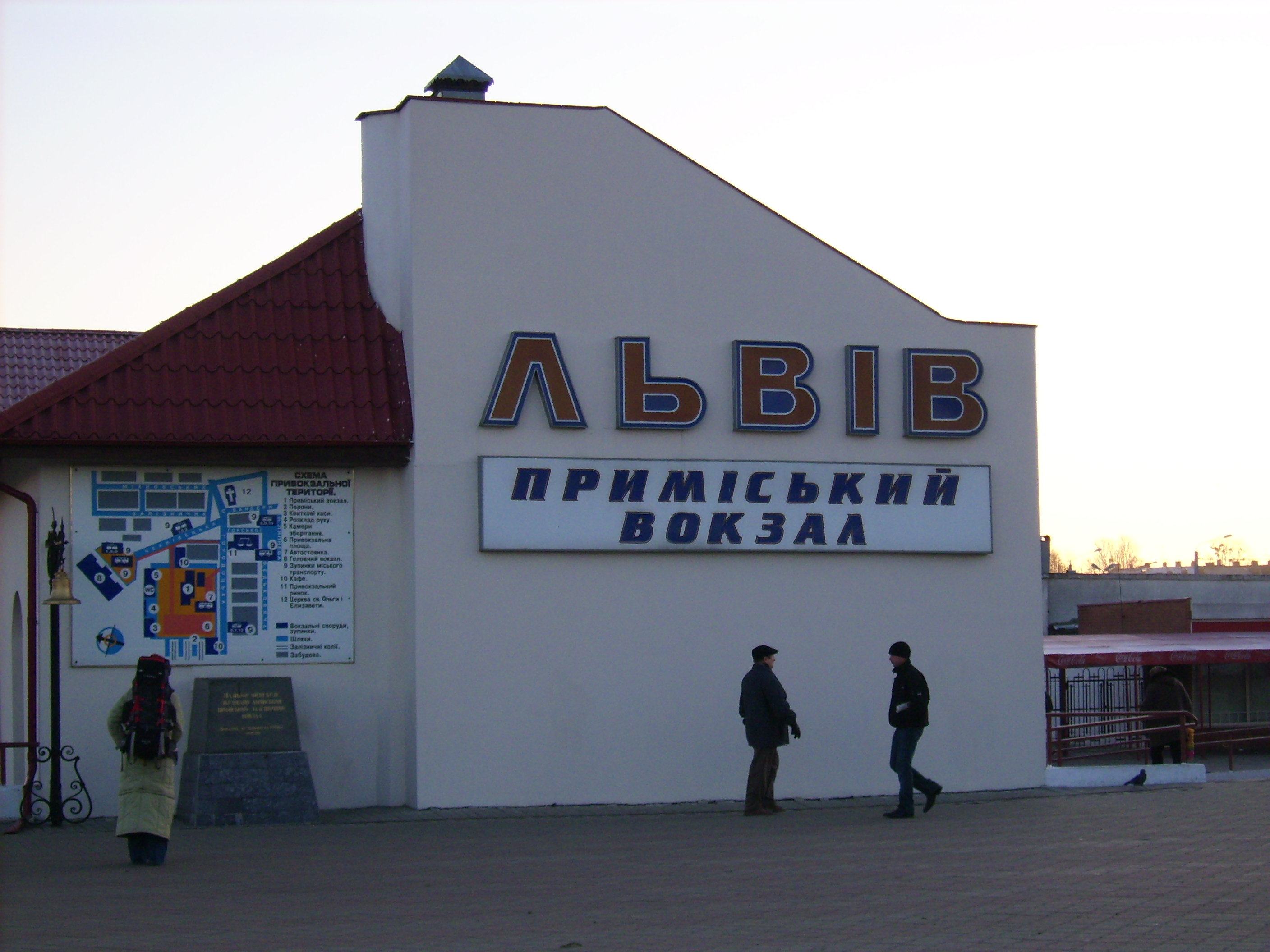
Приміський вокзал станції Львів